# Batalla de Sumi
La batalla de Sumi és un enfrontament militar realitzat el 24 de febrer de 2022 entre les Forces Armades de Rússia i les Forces Armades d'Ucraïna durant la invasió russa d'Ucraïna.

## Context
L'exèrcit rus va capturar la ciutat ucraïnesa de Sumi, situada prop de la frontera entre Rússia i Ucraïna, amb poca resistència inicial. No obstant això, els soldats i la milícia ucraïnesa van començar a enfrontar-se a les forces russes dins de la ciutat, la qual cosa va resultar en intensos combats urbans.

## Batalla
Els tancs i unitats russes van començar a moure's cap a Sumi el 24 de febrer de 2022 i els combats van començar als afores a les 3.00 a. m. També va haver-hi una gran quantitat de guerra urbana entre els ciutadans de Sumi i els assaltants russos. Una església en Sumi es va incendiar. Els combats entre les diferents forces van continuar al voltant de les 22.30 hores a prop de la Universitat Estatal de Sumi, on estava estacionada la 27a Brigada d'Artilleria d'Ucraïna. A les 1.39 a. m. del 25 de febrer, es va informar que les forces ucraïneses havien vençut amb èxit als russos, que s'havien retirat.
Les ciutats de Sumi i Konotop foren les úniques ciutats en el nord-est d'Ucraïna que van aconseguir repel·lir amb èxit l'avanç de les tropes russes.
El 26 de febrer van tornar a esclatar els combats als carrers de Sumi. Les forces russes van poder capturar la meitat de la ciutat; tanmateix, al final del dia, les forces ucraïneses havien recuperat el control de tota la ciutat. Les forces ucraïneses també van destruir un comboi de camions de combustible russos. Les forces russes estacionades a prop de Kosivshchyna, just a l'oest de Sumi, van disparar míssils des de vehicles BM-21 Grad que van colpejar la zona residencial de Veretenivka a l'est de Sumi al carrer Silkhoztekhniki, amb una víctima civil i una persona ferida.
El matí del 27 de febrer, una columna de vehicles russos va avançar cap a Sumi des de l'est. Un vehicle particular va ser disparat, i va provocar víctimes civils. Segons l'alcalde, Oleksandr Lysenko, hi hagueren quatre tiroteigs i tres morts. A les 9:24 del matí, els socorristes de la 3a Unitat Estatal de Bombers i Rescat van participar en l'eliminació de les conseqüències del bombardeig del sector residencial de Veretenivka al carrer Silkhoztekhniki de Sumi. Es va realitzar l'anàlisi de les estructures destruïdes d'edificis residencials, així com l'eliminació de possibles ubicacions de combustió. Durant l'escorcoll no es van trobar ciutadans sota les runes. Les forces russes es van quedar sense subministraments i van començar a intentar robar els mercats.
El 28 de febrer, les forces ucraïneses van afirmar que els vehicles aeris de combat no tripulats ucraïnesos Baykar Bayraktar TB2 van destruir molts vehicles russos, inclosos 96 tancs, 20 vehicles BM-21 Grad i 8 transportistes de combustible.
L'1 de març, més de 70 soldats ucraïnesos van morir durant un atac a una caserna militar a Sumy.
El 3 de març, Dmytro Zhyvytskyi, governador de la província de Sumi, va declarar que cinc persones van resultar ferides pels bombardeigs als edificis de la 27a Brigada d'Artilleria i del departament militar de la Universitat Estatal de Sumi.  Més de 500 estudiants internacionals van quedar atrapats perquè s'havien destruït carreteres i ponts fora de la ciutat i es va informar de baralles als carrers de Sumi.
El 8 de març, Zhyvytskyi va declarar que 22 civils i quatre soldats van morir durant la nit a causa d'un atac aeri rus que va colpejar una zona residencial. Durant el dia va començar una evacuació de civils de la ciutat en virtut d'un acord per a un corredor humanitari assolit amb Rússia. Zhyvytskyi va declarar més tard que unes 5.000 persones van ser evacuades durant el dia.
El 21 de març, un atac aeri va danyar una fàbrica de fertilitzants a Sumi, filtrant amoníac i contaminant el sòl circumdant.  Rússia va negar que fos responsable i, en canvi, va suggerir que l'incident va ser una operació de bandera falsa per part d'Ucraïna.
El 4 d'abril de 2022, el governador Zhyvytskyi va declarar que les tropes russes ja no ocupaven cap ciutat o poble de l'oblast de Sumi i que s'havien retirat majoritàriament.  Segons Zhyvytskyi, les tropes ucraïneses estaven treballant per expulsar les unitats restants. El 8 d'abril de 2022, va declarar que totes les tropes russes havien abandonat l'oblast de Sumy, però encara era insegur a causa dels explosius manipulats i altres municions que les tropes russes havien deixat enrere.